# Ацена
Ацена (лат. Acaena) — род растений семейства Розовые (Rosaceae)
Растения этого рода встречаются в Южном полушарии — в Австралии, Новой Зеландии, Южной Америке, и даже на субантарктических островах (Acaena magellanica). Несколько видов встречаются в Северном полушарии — на Гавайских островах и в Калифорнии.
Большей частью это вечнозелёные ползучие многолетние травянистые растения или полукустарники.

## Виды
По информации базы данных The Plant List (2013), род включает 31 вид:
- Acaena alpina Poepp. ex Walp.
- Acaena anserinifolia (J.R.Forst. & G.Forst.) J.B.Armstr.
- Acaena antarctica Hook.f.
- Acaena argentea Ruiz & Pav.
- Acaena caesiglauca Bergmans
- Acaena caespitosa Gillies ex Hook. & Arn.
- Acaena confertissima Bitter
- Acaena elongata L.
- Acaena eupatoria Cham. & Schltdl.
- Acaena inermis Hook.f.
- Acaena integerrima Gillies ex Hook. & Arn.
- Acaena latebrosa W.T.Aiton
- Acaena leptacantha Phil.
- Acaena lucida (Aiton) Vahl
- Acaena macrocephala Poepp.
- Acaena magellanica (Lam.) Vahl
- Acaena masafuerana Bitter
- Acaena microphylla Hook.f.
- Acaena myriophylla Lindl.
- Acaena novae-zelandiae Kirk
- Acaena ovalifolia Ruiz & Pav.
- Acaena patagonica A.E.Martic.
- Acaena pinnatifida Ruiz & Pav.
- Acaena platyacantha Speg.
- Acaena poeppigiana Gay
- Acaena pumila Vahl
- Acaena sericea J.Jacq.
- Acaena splendens Hook. & Arn.
- Acaena stricta Griseb.
- Acaena tenera Albov
- Acaena trifida Ruiz & Pav.

Ещё некоторое количество видовых названий этого рода имеют в The Plant List (2013) статус unresolved name, то есть относительно этих названий нельзя однозначно сказать, следует ли их свести в синонимику других видов — либо их следует использовать как названия самостоятельных видов.